# سعید داخ
سعید داخ (زادهٔ ۶ خرداد ۱۳۴۹) بازیگر، کارگردان تئاتر و مجری و طراح حرکات موزون است.

## فعالیت‌های حرفه‌ای
وی فعالیت حرفه‌ای خود را از سال ۱۳۶۹ با بازی در نمایش «قصه‌های مبارک» به کارگردانی مجتبی مهدی در تالار هنر آغاز کرد.

## فیلم‌شناسی

### تئاتر

#### در مقام کارگردان
- جشن بزرگ (۱۳۸۰)
- کرانهٔ دل (۱۳۸۱)
- فرزند بهار (۱۳۸۱)
- قیامت عشق (۱۳۹۱)
- اصوات سرگردان (۱۴۰۰)

#### در مقام دستیار کارگردان
- طوفان روح
- سرداران (۱۳۷۸)
- ماه و مهر (۱۳۷۸)
- حضرت زینب
- هفت اقلیم
- راز سرزمین من
- غزل کفر
- رستاخیز عشق
- این فصل را با من بخوان
- در قاب ماه
- تمام صبح‌های زمین (۱۳۸۸)
- زال و رودابه

#### در مقام مشاور کارگردان و مجری طرح
- اقیانوس روی بهشت (۱۳۹۰)
- عشق اتفاقی نیست که بیفتد
- همایش بانوی آب و آیینه (۱۳۹۱)
- سردار مهر و ماه

#### طراحی حرکات موزون
- صداتو (1402)
- حدیث مکرر (۱۳۷۳)
- کبودان و اسفندیار
- نقطهٔ کور (۱۳۷۴)
- حماسهٔ اسارت (۱۳۷۵)
- سلطان مار (۱۳۷۶)
- طوفان روح
- سرداران
- بهار سرخ
- مکبث (۱۳۸۱)
- سراب (۱۳۸۳)
- رابعه و بکتاش (۱۳۸۳)
- من از کجا، عشق از کجا (۱۳۸۳)

#### در مقام بازیگر
- قصه‌های مبارک (۱۳۶۹)
- کامو (۱۳۶۹)
- سپیدهٔ سیاه (۱۳۷۰)
- تیره‌تر از سیاه (۱۳۷۱)
- جای خالی آفتاب (۱۳۷۲)
- همسرایی مختار (۱۳۷۲)
- شازده کوچولو (۱۳۷۲)
- دندان گراز (۱۳۷۲)
- قلعهٔ زمان (۱۳۷۳)
- در سوگ حقیقت (۱۳۷۳)
- تراژدی اسفندیار (۱۳۷۳)
- کبودان و اسفندیار (۱۳۷۳)
- بهرام چوبینه (۱۳۷۳)
- هفت‌خان رستم (۱۳۷۴)
- زمان سکوت برای زندگان (۱۳۷۴)
- تولد تا تولد (۱۳۷۵)
- سرشت سوگناک زندگی (۱۳۷۶)
- شبانه (۱۳۷۶)
- روزگار نازنین طلعت مهربانی (۱۳۷۷) (حضور در جشنوارهٔ جادهٔ ابریشم)
- فرود سیاوشان (۱۳۷۸)
- طوفان روح (۱۳۷۸)
- حضرت زینب (۱۳۷۸)
- بهار سرخ (۱۳۷۹)
- هذیان (۱۳۷۹) (حضور در جشنوارهٔ جادهٔ ابریشم)
- میر عشق (۱۳۸۰)
- شاهدی برای فردا (۱۳۸۰)
- سیمرغ (۱۳۸۰)
- فرزند بهار
- آژاکس (۱۳۸۲)
- هفت اقلیم (۱۳۸۲)
- عروسک فرانسوی (۱۳۸۳)
- راز سرزمین من (۱۳۸۳)
- داستان‌های کارور (۱۳۸۳)
- دوشیزهٔ مرگ (۱۳۸۴)
- غزل کفر (۱۳۸۴)
- رستاخیز عشق (۱۳۸۵) (ترکیه، ۱۳۸۶)
- لیلی و مجنون
- این فصل را با من بخوان (۱۳۸۶)
- در قاب ماه (۱۳۸۶)
- زال و رودابه (۱۳۸۸)
- عشق اتفاقی نیست که بیفتد (۱۳۹۰)
- سردار مهر و ماه (۱۳۹۱)

### تله‌تئاتر
- گاه خنکی سپیده‌دمان (۱۳۷۲)
- سفر بیست و یکم (۱۳۷۳)
- در انتظار حضور (۱۳۷۴)
- مجموعهٔ تردید خانهٔ خورشید (۱۳۷۵)
- خورشید و خاکستر (۱۳۸۵)[۱]

### فیلم سینمایی
- بیرو (۱۴۰۰)[۲]
- خون خدا (۱۳۹۷)
- آن‌ها (۱۳۹۵)
- بدون تاریخ، بدون امضا (۱۳۹۵)
- صدای منو می‌شنوید؟ (۱۳۹۵)
- چهارشنبه ۱۹ اردیبهشت (١٣٩٣)
- دوران عاشقی (۱۳۹۳)
- افسونگر (۱۳۹۲)
- پایان خدمت (۱۳۹۲)
- معبد جان (۱۳۸۷)
- سینه سرخ (۱۳۸۵)

### فیلم تلویزیونی
- ماهرخ (طراحی حرکات موزون)[۳]

### مجموعهٔ تلویزیونی و نمایش خانگی
- ۱۳۷۴ لیلا (مسعود فروتن)
- ۱۳۷۴ صید در پی صیاد (صادق هاتفی)
- ۱۳۷۸ مسافر (جواد اردکانی)
- ۱۳۷۹ با من بمان[۴](حمید لبخنده)
- ۱۳۸۵ نرگس (سیروس مقدم)
- ۱۳۸۵ زیر تیغ (محمدرضا هنرمند)
- ۱۳۸۷ آینه‌های نشکن (جواد اردکانی)
- ۱۳۸۸ اشلو (صادق پروین آشتیانی)
- ۱۳۹۳ دولت مخفی (راما قویدل)
- ۱۳۹۴ تنهایی لیلا (محمدحسین لطیفی)
- ۱۳۹۴ معمای شاه (محمدرضا ورزی)
- ۱۳۹۵ ماه و پلنگ (احمد امینی)
- ۱۳۹۹ آقازاده (بهرنگ توفیقی)
- ۱۴۰۰ میدان سرخ (ابراهیم ابراهیمیان)

## جوایز
- دریافت جایزهٔ ویژهٔ کارگردانی «جشن بزرگ» جشنوارهٔ سبز. (۱۳۸۰)
- دریافت جایزهٔ بهترین طراحی حرکات موزون «آی آدم‌ها» جشنوارهٔ سبز. (۱۳۸۰)
- دریافت تقدیرنامهٔ ویژهٔ کارگردانی «کرانهٔ دل» جشنوارهٔ دفاع مقدس. (۱۳۸۱)[۱]